# Кинематограф Бразилии

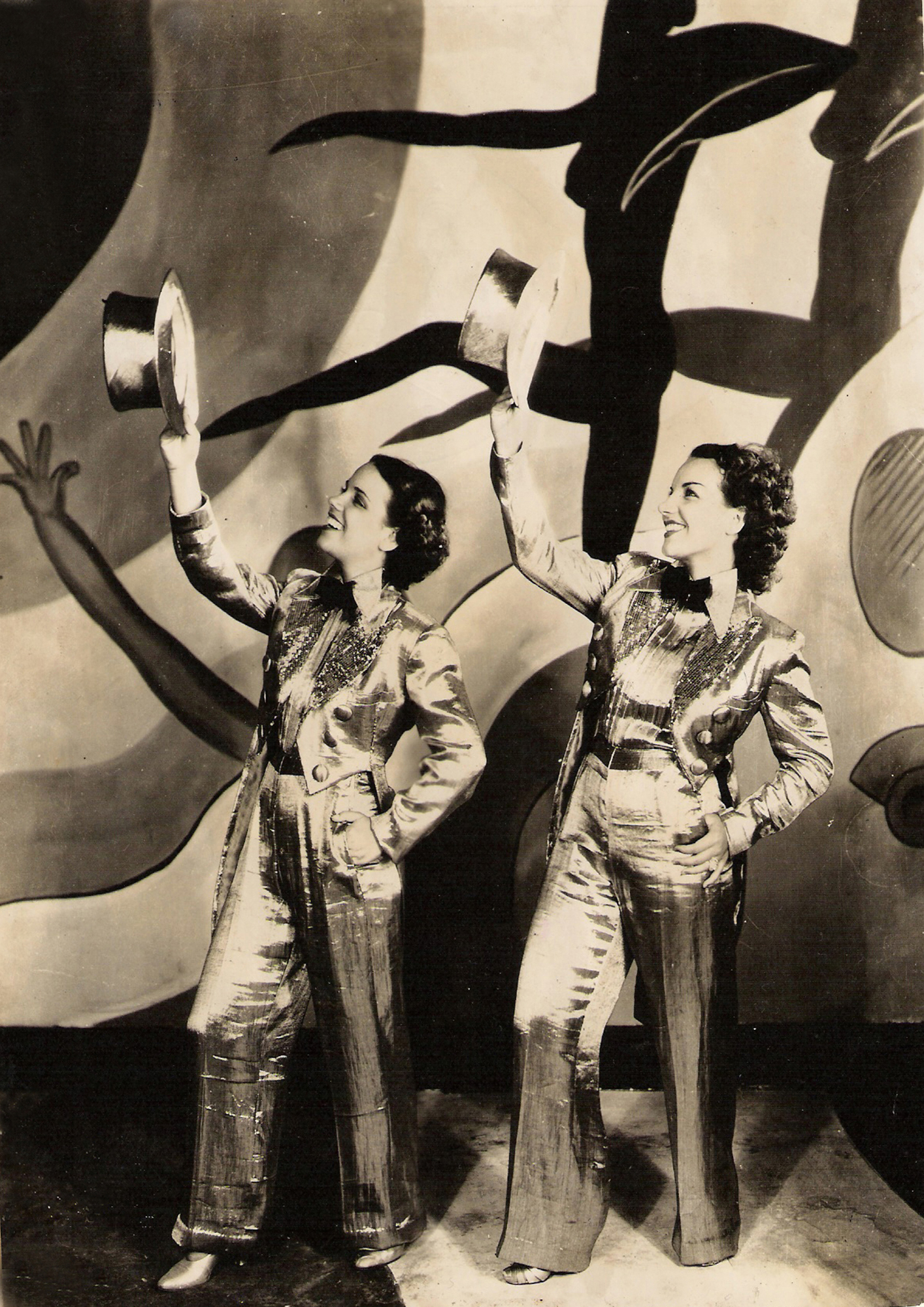
Кармен Миранда и Аврора Миранда в Фильме «Здравствуй Карнавал» (1936 год)

Кинематограф Бразилии (порт. Cinema do Brasil) — развитие кинематографа, одного из видов художественных искусств, в Федеративной Республике Бразилия.

## История
Появление первых национальных хроникальных фильмов в Бразилии относится к 1898 году (их ставили А. Леал, А. ди Пас Гонсалвис, Ф. Серрадор, П. Бенедетти, В. ди Майо и А. Сегрету).
В 1912 была создана кинокомпания, в 1920 сформировались центры кинопроизводства в Ресифи, Кампинасе, Белу-Оризонти, Катагуазисе.
В 1920-е годы началась деятельность У. Мауру — одного из основоположников национальной кинематографии Бразилии («Грубый шлак», 1933; «Фавела моей любви», 1935), способствовавшего формированию её оригинальной образной системы; в его творчестве национальное своеобразие сочетается с приёмами немецкого экспрессионизма и советского документального кино 1920-х — начала 1930-х гг. 

В 1930—1940-е гг. центром национального кинопроизводства стал Рио-де-Жанейро: киностудии «Cinédia», «Brasil Vita Filme», «Atlântida» и др. Среди значительных фильмов — «Жоау Никто», снятый в 1937 режиссёром О. Бастосом, более известным под псевдонимом Мескитинья. Одним из основных национальных жанров стала «шаншада» — музыкальная комедия-фарс, со временем приобретшая характер стилизации.
С середины 1940-х национальное кино Бразилии укрепило свои позиции, чему способствовало создание в Сан-Паулу кинофирмы «Vera Cruz» (1949; в 1950-54 гг. под руководством режиссёра А. Кавалканти). С её деятельностью связан самый значительный успех бразильского кино этого периода — фильм В. Лимы Баррету «Кангасейру» (1953).
В 1950-е — 1960-е гг. родилось движение «Новое латиноамериканское кино», поднимавшее важные социально-политические проблемы: «Исполняющий обет» А. Дуарти (1962, в отечественном прокате — «Обет»); «Негодяи» (1962) и «Ружья» (1963) Р. Герры; «Буря» (1962), «Бог и дьявол на земле Солнца» (1964), «Земля в трансе» (1967) и «Антониу дас Мортис» (1969) Г. Роши, сформулировавшего концепцию «нового кино» в своих теоретических работах «Критический пересмотр бразильского кино» (1963), «Эстетика голода» и «Эстетика насилия» (обе 1965); «Иссушенные жизни» Н. Перейры дус Сантуса (1963, в отечественном прокате — «Погубленные жизни»); «Поединок» П. Сарасени (1965); «Макунайма» Ж. П. ди Андради (1969).
К концу 1960-х гг. в связи с установлением военной диктатуры и эмиграцией многих кинематографистов «новое кино» в Бразилии фактически прекратило существование.
К середине 1970-х. Бразилия заметно сократила кинопроизводство, хотя и оставалась крупнейшим в Латинской Америке производителем фильмов.
В конце 1970-х, с началом курса либерализации ситуация в национальном кино изменилась: кино Бразилии конца 1970-х — 1980-х годов отличали жанровое разнообразие и высокий профессиональный уровень: «Дона Флор и два её мужа» Б. Баррету (1976), «Прощай, Бразилия» К. Диегиса (1980), «Воспоминания о тюрьме» Н. Перейры дус Сантуса (1984). Международную известность получили фильмы «Час звезды» С. Амарал (1985) и «Плутовская опера» Герры (1986). С середины 1980-х гг. обострились кризисные явления в кинопроизводстве — сокращение государственного финансирования (3-4 фильма в год), массовое закрытие кинотеатров, резкое сокращение национального проката.
Ситуация постепенно улучшалась с середины 1990-х гг., что связано с государственной поддержкой национального кино. Фильм «Принцесса Бразилии» (1995) стал первой картиной — свидетельством возрождения национальной киноиндустрии. Многие кинорежиссёры подтвердили жизнеспособность традиций «нового кино», сочетая внимание к социально-политическим проблемам с богатством образной системы, другим же оказалась близка философия и стилистика современного мирового кино.
Среди фильмов рубежа 1990—2000-х гг.: «Центральный вокзал» (1998), «Последнее солнце» (2001) и «Дневники мотоциклиста» (2004) В. Салеса, «Акт милосердия» Г. Арраеса (2000), «Город Бога» Ф. Мейрелиса (2002). В стране с развитым кинопроизводством и сложившейся традицией телесериалов взаимосвязь телевидения и кинематографа иногда оказывается плодотворной. Одним из успешных проектов стал перенесённый на киноэкран телефильм «Ольга» Ж. Монжардима (2004). Развивается анимационное кино: режиссёры Ж. Сарну («Жёлтый дятел», 1973) и К. Салданья («Ледниковый период», 2002; «Ледниковый период 2: Глобальное потепление», 2006; «Ледниковый период 3: Эра динозавров», 2009; «Ледниковый период 4: Континентальный дрейф», 2012; «Рио», 2011; «Рио 2», 2014). Характерной чертой кино Бразилии остаётся, наряду с «мыльными операми» и мелодрамами, внимание к социально-политическим проблемам: «Прошлое» Э. Бабенко (2007), «Слепота» Ф. Мейрелиса (2008), «От начала до конца» А. Абраншеса (2009), «Опять вверх тормашками» (2011) и «Пока удача не разлучит нас» (2012) Р. Сантуччи, «Гонзага: от отца к сыну», «Вдоль дороги» Б. Силвейры (оба 2012), «Жила-была я, Вероника» М. Гомеса (2012), «Искусственный рай» М. Праду (2012), «2 зайца» А. Пойарта (2012), «Продаётся или сдаётся в аренду» Б. ди Паулы (2013), «Звуки вокруг» К. М. Филью (2013), «Свалка» С. Долдри, К. Дурворта (2014), «Во сколько она вернётся?» Ф. Майлаерта, «Берег моря» Ф. Матцембахера, М. Реолона (оба 2015).

## Сериалы
В стране с развито производство телесериалов («мыльных опер», теленовелл, мелодрам).

## Кинофестивали
Международные кинофестивали проводятся в Рио-де-Жанейро и Сан-Паулу; национальные кинофестивали — в Бразилиа, Грамаду и др.